# Espectroscopia astronômica
Espectroscopia astronômica é a técnica de espectroscopia usada na astronomia. O objeto de estudo é o espectro de radiação eletromagnética, incluindo luz visível, que irradia de estrelas e outros corpos celestes. Espectroscopia pode ser usada para determinar muitas propriedades de estrelas distantes e galáxias, como suas composições químicas.

## Estrelas
A espectroscopia astronômica começou com as observações iniciais da luz do Sol feitas por Isaac Newton, dispersada por um prisma. Ele viu um arco-íris de cor, e pode até ter visto linhas de absorção. Essas bandas escuras que aparecem no espectro solar foram descritas pela primeira vez por Joseph von Fraunhofer. A maioria dos espectros estelares compartilha essas duas características do espectro solar: emissões em todos os comprimentos de onda ao longo do espectro óptico com muitas linhas de absorção discretas.
As designações originais de Fraunhofer (1817) das linhas de absorção no espectro solar:
| Letra | Comprimento de onda (nm) | Origem química  | Cor                 |
| ----- | ------------------------ | --------------- | ------------------- |
| A     | 759,37                   | O2 atmosférico  | vermelho escuro     |
| B     | 686,72                   | O2 atmosférico  | vermelho            |
| C     | 656,28                   | hidrogênio alfa | vermelho            |
| D1    | 589,59                   | sódio neutro    | vermelho alaranjado |
| D2    | 589,00                   | sódio neutro    | amarelo             |
| E     | 526,96                   | ferro neutro    | verde               |
| F     | 486,13                   | hidrogênio beta | ciano               |
| G     | 431,42                   | moléculas de CH | azul                |
| H     | 396,85                   | cálcio ionizado | violeta escuro      |
| K     | 393,37                   | cálcio ionizado | violeta escuro      |

Fraunhofer e Angelo Secchi estavam entre os pioneiros de espectroscopia solar e outras estrelas. Secchi é notável também por classificar estrelas em tipos espectrais, com base no número e na força de linhas de absorção em seu espectro. Mais tarde descobriu-se que a origem dos tipos espectrais era relacionada com a temperatura na superfície das estrelas: algumas linhas de absorção podem ser observadas apenas em um certo intervalo de temperatura.
As linhas de absorção no espectro estelar pode ser usadas para determinar a composição química das estrelas. Cada elemento é responsável por um conjunto diferente de linhas de absorção no espectro, em comprimentos de onda que podem ser medidos com muita precisão por experimentos de laboratório. Então, uma linha de absorção nesse comprimento de onda em um espectro estelar mostra que o elemento precisa estar presente. As linhas de absorção de hidrogênio (que são achadas na atmosfera de quase todas as estrelas) são de importância particular; as linhas de hidrogênio dentro do espectro visual são conhecidas como linhas de Balmer.
Em 1868, Sir Norman Lockyer observou fortes linhas amarelas no espectro solar que nunca tinham sido vistas em experimentos de laboratório. Ele deduziu que isso se deve a um elemento desconhecido, que ele chamou de hélio, do grego helios (soln). O hélio não foi encontrado de forma conclusiva na Terra até 25 anos depois.
Também na década de 1860, linhas de emissão foram observadas no espectro coronal durante eclipses solares que não correspondiam a nenhuma linha espectral conhecida. Novamente foi proposto que isso se deve a um elemento desconhecido, nomeado provisoriamente de corônio. Na década de 1930 foi descoberto que essas linhas se deviam à grande quantidade de ferro e níquel ionizados. A alta ionização se deve às temperaturas extremas da coroa solar.
Juntamente com física atômica e modelos de evolução estelar, a espectroscopia estelar é atualmente usada para determinar várias propriedades de estrelas: distância, idade, luminosidade e taxa de perda de massa podem ser estimadas a partir de estudos espectrais, e estudos do efeito Doppler podem descobrir a presença de componentes escondidos como buracos negros e exoplanetas.

## Nebulosas
Nos tempos iniciais da astronomia telescópica, a palavra nebulosa foi usada para descrever qualquer mancha de luz que não se parecia com uma estrela. Muitas dessas nebulosas, como a Nebulosa de Andrômeda, tinham espectros que se pareciam muito com o espectro das estrelas, e descobriu-se que eram na verdade galáxias. Outras, como a Nebulosa Olho de Gato, tinham espectro muito diferente. Quando William Huggins olhou essa nebulosa, ele não achou nenhum espectro contínuo como o visto no Sol, mas apenas algumas fortes linhas de emissão. Essas linhas não correspondiam a nenhum elemento conhecido na Terra, e assim como hélio foi identificado no Sol, astrônomos sugeriram que as linhas se deviam a um novo elemento, nebúlio. Esse nebúlio foi mostrado por Ira Sprague Bowen em 1927 como devido a oxigênio duplamente ionizado em uma densidade extremamente baixa. Nebulosas são extremamente rarefeitas, muito menos densas que o vácuo mais forte já produzido na Terra. Nessas condições, átomos se comportam um pouco diferente e linhas que são suprimidas em densidades normais podem se formar. Essas linhas são conhecidas como linhas proibidas, e são as linhas mais fortes em grande parte do espectro das nebulosas.

## Galáxias
O espectro de galáxias é similar com o de estrelas, já que consiste da luz de milhões de estrelas concentradas. A espectroscopia galáctica levou a muitas descobertas fundamentais. Edwin Hubble descobriu na década de 1920 que, com exceção das mais próximas (as do Grupo Local), todas as galáxias estão se afastando da Terra. Quanto mais longe, mais rápido elas estão se afastando. Essa foi a primeira indicação que o universo se originou de um ponto único, no Big Bang.
Estudos do efeito Doppler de aglomerados de galáxias feitos por Fritz Zwicky descobriram que a maior parte das galáxias estão se movendo muito mais rápido do que parecia ser possível, pelo que era conhecido sobre a massa do aglomerado. A hipótese de Zwicky era que deveria existir uma grande quantidade de matéria não luminosa nos aglomerados de galáxias, o que ficou conhecido como matéria escura.

## Quasares
Na década de 1950, foram descobertas fortes fontes de rádio associadas a objetos muito tênues que pareciam ser azuis. Esses objetos foram nomeados de fontes de rádio quase-estelares, ou quasares. Quando a primeira medição espectral desses objetos foi tomada, foi encontrado algo misterioso, com linhas de absorção em comprimentos de onda inesperados. Logo foi descoberto que se tratava de um espectro galáctico normal, mas com um alto desvio para o vermelho.  De acordo com as Leis de Hubble, isso implica que o quasar precisa estar extremamente distante, e portanto é altamente luminoso. Atualmente acredita-se que quasares são galáxias em formação, com sua produção extrema de energia sendo alimentada por buracos negros super-massivos.

## Planetas e asteroides
Planetas e asteroides brilham apenas refletindo a luz de sua estrela mãe. A luz refletida contém bandas de absorção devido a minerais presentes nas rochas dos corpos rochosos, ou devido aos elementos e moléculas presentes na atmosfera dos gigantes gasosos. Asteroides podem ser classificados em três tipos principais, de acordo com seu espectro: os de tipo C são feitos de material carbonáceo, os de tipo S consistem principalmente de silicatos, e os de tipo M são metálicos. Os tipos S e C são os mais comuns.

## Cometas
O espectro de cometas consiste de um espectro solar refletido pelas nuvens de poeira em volta do cometa, assim como linhas de emissão de átomos gasosos e moléculas excitadas pela fluorescência da luz solar e/ou reações químicas. Cometas próximos podem até ser vistos em raio-X como íons do vento solar voando para a coma, e o espectro cometário em raio-X portanto reflete a condição do vento solar ao invés da do cometa. Muitos compostos químicos existem em cometas, e foi sugerido que impactos cometários providenciaram à Terra muita da água de seus oceanos e elementos químicos necessários para a formação de vida. Foi até mesmo sugerido que a vida foi trazido à Terra por cometas (a teoria de Panspermia).